# جیسون اوپنهایم
جیسون اوپنهایم (زاده ۱۲ آوریل ۱۹۷۷) یک کارگزار و وکیل املاک و مستغلات آمریکایی است. او رئیس و بنیانگذار گروه اپنهایم است، که یک کارگزاری املاک و مستغلات به نمایندگی از خریداران و فروشندگان املاک لوکس در لس آنجلس است. اوپنهایم و تیم او از نمایندگان املاک و مستغلات در گروه اوپنهایم موضوع سریال اصلی، نتفلیکسSelling Sunset هستند که در ۲۲ مارس ۲۰۱۹ به نمایش درآمد. این نمایش اوپنهایم و تیم او را به عنوان فروش زندگی لوکس به خریداران ثروتمند و مشهور در لس آنجلس معرفی می‌کنند. در سال ۲۰۱۹، اوپنهایم توسط وال استریت ژورنال / REAL Trends «به عنوان بهترین نمایندگان املاک و مستغلات در آمریکا» به عنوان نماینده شماره ۱ در هالیوود هیلز / غروب آفتاب، عامل شماره ۳ در لس آنجلس و نماینده شماره ۲۲ در ایالات متحده انتخاب شد.

## زمینه
جیسون اوپنهایم در ۱۲ آوریل ۱۹۷۷ متولد شد. پدربزرگ اوپنهایم، یعقوب استرن در سال ۱۸۸۹ به هالیوود نقل مکان کرد. خانواده آنها تبار یهودی دارند.

## سنین جوانی و تحصیل
اوپنهایم در کالیفرنیای شمالی بزرگ شد و در آنجا در دبیرستان Mission San Jose در فریمانت، کالیفرنیا شرکت کرد. او در مقطع کارشناسی درجهjdخود را از دانشگاه کالیفرنیا، برکلی دریافت کرد.

## حرفه

### قانون
اوپنهایم از سال ۲۰۰۳–۲۰۰۷ به عنوان وکیل در مؤسسه حقوقی بین‌المللی O'Melveny &amp; Myers مشغول به کار بود، تا جایی که وی نماینده طیف گسترده‌ای از مشتریان شرکت بود.

### مشاور املاک
اوپنهایم توسط هالیوود ریپورتر و نمایندگی املاک و مستغلات Showbiz توسط ورایتی ، به عنوان نماینده برتر در لس آنجلس شناخته شده‌است.
مشتری‌های وی شامل بسیاری از افراد مشهور، ورزشکاران حرفه ای و بازرگانان، از جمله کریس همفریس، کلویی گریس مورتس، اورلاندو بلوم، یوئل کینامان، کریس مک گورک، تای دیگز، و او از جمله دیگران به نیکول شرزینگر، جسیکا آلبا، داکوتا جانسون فروخته‌است.